# Sjisjkovtsi
Sjisjkovtsi of Šiškovci (Bulgaars: Шишковци, Shishkovtsi) is een dorp in het westen van Bulgarije. Het is gelegen in de gemeente Kjoestendil, oblast Kjoestendil. Het dorp ligt hemelsbreed 8 km ten noordoosten van de stad Kjoestendil en 62 kilometer ten zuidwesten van Sofia. 

## Bevolking
Het dorp Sjisjkovtsi had bij een schatting van 2020 een inwoneraantal van 445 personen. Dit waren 81 mensen (-15,4%) minder dan 526 inwoners bij de officiële census van februari 2011. De gemiddelde jaarlijkse groei in die periode komt daarmee uit op -1,7%, hetgeen lager is dan het landelijk jaarlijks gemiddelde over deze periode (-0,63%). 
- 1866 483
Ottomaanse Rijk
- 1880 573
Vorstendom Bulgarije
- 1900 663
Vorstendom Bulgarije
- 1920 801
Koninkrijk Bulgarije
- 1934 1024
Koninkrijk Bulgarije
- 1946 1079
Volksrepubliek Bulgarije
- 1956 925
Volksrepubliek Bulgarije
- 1965 1036
Volksrepubliek Bulgarije
- 1975 1169
Volksrepubliek Bulgarije
- 1985 1034
Volksrepubliek Bulgarije
- 1992 798
Republiek Bulgarije
- 2001 687
Republiek Bulgarije
- 2011 526
Republiek Bulgarije
- 2020 445
Republiek Bulgarije

- Ottomaanse Rijk
- Volksrepubliek Bulgarije
- Vorstendom Bulgarije
- Koninkrijk Bulgarije
- Republiek Bulgarije

In het dorp wonen nagenoeg uitsluitend etnische Bulgaren. In de optionele volkstelling van 2011 identificeerden 518 van de 523 ondervraagden zichzelf als etnische Bulgaren - oftewel 99% van alle ondervraagden. De overige ondervraagden noemden zichzelf vooral etnische Roma (3 personen of 0,6%). 
| Etnische samenstelling van de respondenten (2011) | Etnische samenstelling van de respondenten (2011) | Etnische samenstelling van de respondenten (2011) | Etnische samenstelling van de respondenten (2011) | Etnische samenstelling van de respondenten (2011) |
| ------------------------------------------------- | ------------------------------------------------- | ------------------------------------------------- | ------------------------------------------------- | ------------------------------------------------- |
|                                                   |                                                   |                                                   |                                                   |                                                   |
| Bulgaren                                          | Bulgaren                                          |                                                   | 99,0%                                             | 99,0%                                             |
| Turken                                            | Turken                                            |                                                   | 0,0%                                              | 0,0%                                              |
| Roma                                              | Roma                                              |                                                   | 0,6%                                              | 0,6%                                              |
| Anders/Onbekend                                   | Anders/Onbekend                                   |                                                   | 0,4%                                              | 0,4%                                              |